# Dønna
66°6′25″N 12°29′13″Ø / 66.10694°N 12.48694°Ø
Dønna er en økommune i landskabet Helgeland i Nordland fylke i Norge. Den er i nord omgivet af kommunerne Træna og Nesna, i øst Leirfjord, i syd Alstahaug og i sydvest Herøy. De tre største øer i kommunen er Dønna, Løkta og Vandve.
Kommunen har en stor skærgård som består af øer, holme og skær. Havet er ikke så dybt skærgården, så der er godt fiskeri. Hovedøya Dønna består af fjeldformationen Dønnamannen (858 m.o.h.). De andre øer i kommunen er relativt lave.

På nordsiden af Dønna ligger Altervatn naturreservat.

## Historie
Gravfeltet på Gleinsnæsset, med sine 21 grave, er fra jernalderen. Vardehaugen (lokalt Valhå'jn) er en 35 m høj gravhøj fra romerriget, hvorpå Nord-Europas største fallos er etableret for over 1600 år siden, til ære for Njord og Nerthus. Flere andre steder, blandt andet på øen Løkta (Hov), er der også et område med gravhøje fra vikingetiden.
Området var længe et magtcentrum på Helgeland, da en række af kongens hirdmænd boede her. Storbonden Grankjell og hans søn Åsmund Grdankjellson bosatte sig på Dønnesgodset omkring år 1000, og var ofte i strid med Hårek fra Tjøtta.
I samme område,
under Dønnesfjellet (127 moh), også kaldt «Nordvestkapp», ligger Dønnes Kirke, der blev bygget i 1200-tallet af Pål Vågaskalm. Dønnesgodset var en tid regeringssæde for Nordlandene, beboet af amtmanden Peder Christophersen Tønder; Det var en tid Nord-Norges største landejendom, og bestod af omkring 200 gårde fra Namdalen i syd til Salten i nord.
I 1500-tallet etableredes Bjørnsmartnan, som omkring 1870 var et af landets største årlige markeder, afholdt i byen Bjørn. Kommunens tusenårssted er Nordvik gamle handelssted, som menes at være Nord-Norges ældste bevarede handelssteder.
Dønna kommune blev oprettet 1/1 1962; Indtil da bestod området af to forskellige kommuner; Dønnes og Nordvik.
Administrationscenteret er Solfjellsjøen, og byen Bjørn har regelmæssig hurtigbåd og færgeforbindelse til Sandnessjøen eller Søvik. Kommunen fik i 1999 broforbindelse til Herøy.

## Personer fra Dønna
- Åsmund Grankjellson († 1050), sysselmand
- Pål Vågaskalm († 1245), medlem av kongens hird
- Preben von Ahnen († 1675), Lensherre
- amtmann Peder Christophersen Tønder († 1694)
- Isach Jørgen Coldevin († 1793), militær
- Anton Christian Bang († 1913), biskop, historiker, regeringsmedlem
- Ole Rølvaag († 1931), professor og forfatter
- Fredrikke Tønder-Olsen († 1931), kvinnerettighedsaktivist[1]
- Axel Coldevin, professor og forfatter († 1992)
- Steinar Bastesen (1945–) politiker, stortingsmand
- Odd Eriksen (1955–), politiker, regeringsmedlem